# James Bouknight
James David Bouknight (Brooklyn, Nueva York; 18 de septiembre de 2000) es un jugador de baloncesto estadounidense que pertenece a la plantilla de los Rip City Remix de la G League. Con 1,93 metros de estatura, juega en la posición de escolta .

## Trayectoria deportiva

### Universidad
Jugó dos temporadas con los Huskies de la Universidad de Connecticut, en las que promedió 15,0 puntos, 4,7 rebotes y 1,5 asistencias por partido. En su primera temporada fue incluido en el tercer mejor quinteto de la American Athletic Conference y en el mejor quinteto freshman, tras promediar 13,0 puntos y 4,1 rebotes por encuentro.
La temporada siguiente, el 20 de diciembre de 2020 alcanzó el máximo de anotación de su carrera, al conseguir 40 puntos ante Creighton, partido que perdieron en la prórroga.
El 31 de marzo de 2021, Bouknight se declaró elegible para el draft de la NBA, renunciando a su elegibilidad universitaria restante.

#### Estadísticas
| Año     | Equipo | PJ | PT | MPP  | %TC  | %3P  | %TL  | RPP | APP | ROB | TPP | PPP  |
| ------- | ------ | -- | -- | ---- | ---- | ---- | ---- | --- | --- | --- | --- | ---- |
| 2019–20 | UConn  | 28 | 16 | 25.9 | .462 | .347 | .822 | 4.1 | 1.3 | .8  | .2  | 13.0 |
| 2020–21 | UConn  | 15 | 14 | 31.7 | .447 | .293 | .778 | 5.7 | 1.8 | 1.1 | .3  | 18.7 |
| Total   | Total  | 43 | 30 | 27.9 | .456 | .320 | .802 | 4.7 | 1.5 | .9  | .2  | 15.0 |

### Profesional
Fue elegido en la undécima posición del Draft de la NBA de 2021 por los Charlotte Hornets, equipo con el que firmó contrato el 3 de agosto.
Tras disputar 14 encuentros en su tercera temporada en Charlotte, el 8 de febrero de 2024 fue cortado por los Hornets.
El 15 de octubre de 2024 firmó con los Portland Trail Blazers, pero fue despedido al día siguiente. El 28 de octubre, se unió a su filial en la G League, los Rip City Remix.

## Estadísticas de su carrera en la NBA

### Temporada regular
| Año     | Equipo    | PJ | PT | MPP  | %TC  | %3P  | %TL  | RPP | APP | ROB | TPP | PPP |
| ------- | --------- | -- | -- | ---- | ---- | ---- | ---- | --- | --- | --- | --- | --- |
| 2021-22 | Charlotte | 31 | 0  | 9.8  | .348 | .347 | .871 | 1.7 | .8  | .2  | .0  | 4.6 |
| 2022-23 | Charlotte | 34 | 0  | 15.1 | .358 | .303 | .667 | 2.1 | 1.2 | .4  | .1  | 5.6 |
| 2023-24 | Charlotte | 14 | 0  | 5.8  | .439 | .433 | .500 | .6  | .4  | .1  | .1  | 3.6 |
| Total   | Total     | 79 | 0  | 11.4 | .363 | .335 | .770 | 1.7 | .9  | .3  | .1  | 4.8 |

## Vida personal
El 16 de octubre de 2022, fue detenido por la policía de Charlotte-Mecklenburg por conducir en estado de embriaguez alrededor de la 1:51 de la madrugada. Fue encontrado inconsciente en un aparcamiento sobre las 12:44 de la mañana. En el momento de su detención, llevaba encima una pistola 40MM y una Glock 23. Su fianza se fijó en 2.500 dólares, y volvió a entrenar al día siguiente. Antes de este incidente, tenía múltiples infracciones por exceso de velocidad y conducción temeraria.